# Magny-les-Hameaux
Magny-les-Hameaux /maɲileaˈmo/ è un comune francese di 9 128 abitanti situato nel dipartimento degli Yvelines nella regione dell'Île-de-France.

## Monumenti e luoghi d'interesse
- Port-Royal des Champs, rovine

## Società

### Evoluzione demografica
Abitanti censiti